# Christian Faure
Christian Fauré (nascido em 2 de março de 1951) é um ex-ciclista francês que representou França nos Jogos Olímpicos de Verão de 1980 em Moscou, onde terminou em oitavo lugar na prova estrada individual.